# Coldplay

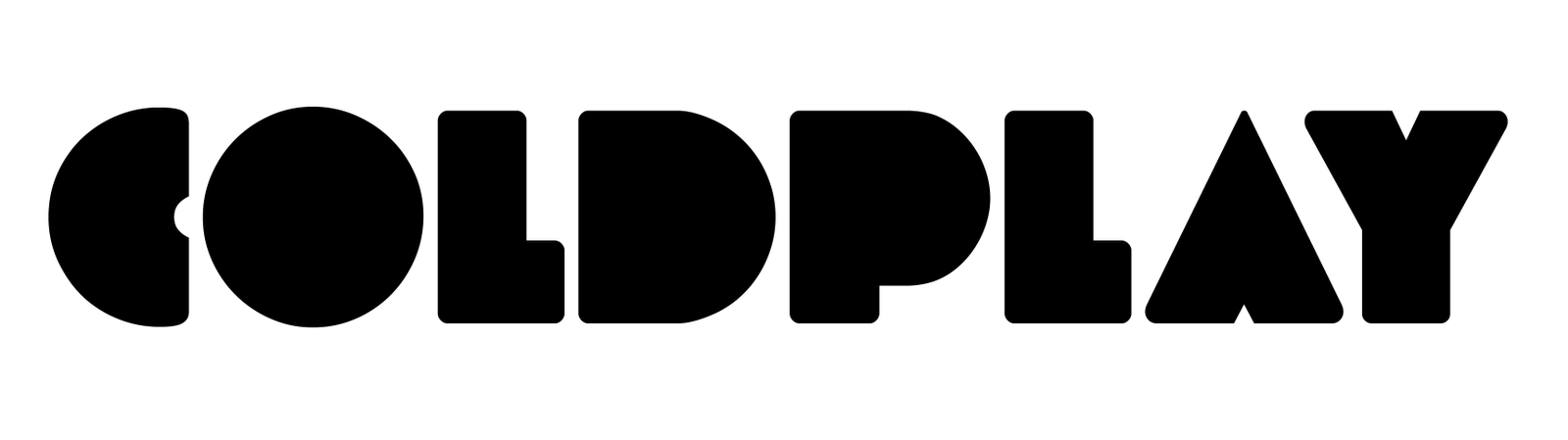
Logotyp zespołu

Coldplay – brytyjski zespół muzyczny, grający muzykę rockową, założony przez wokalistę Chrisa Martina i gitarzystę Jonny’ego Bucklanda w 1996 na University College London jako Pectoralz. Po dołączeniu do składu basisty Guya Berrymana grupa zmieniła swoją nazwę na Starfish, a w 1998 – na Coldplay. Przedtem, do składu zespołu dołączył perkusista i multiinstrumentalista Will Champion oraz menadżer Phil Harvey. Niedługo potem ukazał się debiutancki minialbum zespołu – Safety, a rok później – epki Brothers & Sisters oraz The Blue Room, będącą pierwszą minipłytą wydaną pod szyldem wytwórni Parlophone.
Międzynarodową rozpoznawalność przyniosło zespołowi wydanie singla „Yellow” w 2000, zapowiadającego ich debiutancki album Parachutes, który otrzymał nominację do nagrody Mercury Prize. Druga płyta, A Rush of Blood to the Head z 2002, zdobyła wiele wyróżnień muzycznych, w tym tytuł „Albumu roku” według magazynu „New Musical Express” oraz „Najlepszej płyty wszech czasów” według słuchaczy BBC Radio 2. W 2005 premierę wydali trzeci album pt. X&Y, który został najczęściej kupowanym krążkiem roku. Trzy lata później premierę miał czwarty krążek formacji, Viva la Vida or Death and All His Friends, który zdobył Nagrodę Grammy podczas 51. ceremonii w kategorii „Najlepszy rockowy album” oraz nominację do statuetki w kategorii „Album roku”. W październiku 2011 ukazało się piąte wydawnictwo od Coldplay pt. Mylo Xyloto, które zajęło pierwsze miejsce na liście najchętniej kupowanych płyt w 34 krajach, a w Wielkiej Brytanii zostało najchętniej kupowanym albumem rockowym roku. W maju 2014 wydany został szósty album zespołu pt. Ghost Stories. Zdobył on nagrodę Billboard Music Award w kategorii „Najlepszy rockowy album”. W Grudniu 2015 wyszła siódma płyta formacji pt. A Head Full of Dreams. Krążek był nominowany do nagrody „Brytyjski album roku” podczas 2016 Brit Awards oraz zajął pierwsze miejsce na liście UK Albums Chart. Ósmy album pt. Everyday Life wydano w listopadzie 2019. Składa się on z dwóch części (Sunrise i Sunset). Płyta znalazła się w pierwszej dziesiątce Billboard 200. Dwa lata później ukazał się dziewiąty krążek zespołu pt. Music of the Spheres. Singiel "My Universe" promujący płytę zajął pierwsze miejsce na Billboard Hot 100, a sam album zajął pierwsze miejsca na listach „Najlepszy album alternatywny” i „Najlepszy album rockowy” tygodnika „Billboard”. 4 października 2024 roku w sklepach i serwisach streamingowych pojawiła się dziesiąta płyta zespołu, Moon Music.
Coldplay zdobył wiele nagród w swojej karierze, m.in. osiem statuetek Brit Awards (w tym trzy za wygraną w kategorii „Najlepszy brytyjski zespół”), pięć wyróżnień na ceremonii MTV Video Music Awards oraz siedem Nagród Grammy. Od początku działalności, grupa sprzedała ponad 55 milionów płyt oraz angażowała się w wiele akcji charytatywnych, takich jak Live 8, Hope for Haiti Now: A Global Benefit for Earthquake Relief, Sound Relief czy Sport Relief.

## Historia

### 1996–1999: Początki
Chris Martin i Jonny Buckland poznali się we wrześniu 1996 podczas tygodnia zapoznawczego na University College London (UCL). Muzycy planowali założyć własny zespół muzyczny, czego efektem było utworzenie duetu o nazwie Pectoralz. Po rozpoczęciu współpracy do duetu dołączył basista Guy Berryman, który był jednym z ich dobrych znajomych z uczelni. W 1997 zespół zmienił nazwę i jako Starfish grał koncerty w lokalnych klubach. W tym czasie Martin zaproponował funkcję menadżera grupy wieloletniemu przyjacielowi – Philowi Harveyowi, studentowi Uniwersytetu Oksfordzkiego. Niedługo potem do składu zespołu dołączył perkusista Will Champion. Chociaż nigdy wcześniej nie uczył się grać na perkusji, tylko na fortepianie, gitarze, basie i flażolecie, szybko opanował grę na instrumencie. Zespół postanowił ostatecznie przybrać nazwę Coldplay, którą zaproponował muzykom Tim Crompton. W 1997 członkowie formacji współpracowali także ze studentem muzyki klasycznej, Timem Rice-Oxleyem, z którym grali swoje utwory na fortepianie. Po kilkutygodniowych spotkaniach Martin zaproponował mu stanowisko klawiszowca w grupie, jednak ten zrezygnował z powodu grania w swoim własnym zespole o nazwie Keane.
W 1998 ukazał się debiutancki, czteroutworowy minialbum Coldplay pt. Safety EP, który został wydany w 500 egzemplarzach. Większość kopii zespół rozesłał po firmach fonograficznych i po znajomych, a 50 sztuk udostępnił do sprzedaży. W grudniu tego samego roku, grupa podpisała kontrakt z niezależną wytwórnią Fierce Panda, która była odpowiedzialna za wydanie ich kolejnej EP-ki pt. Brothers & Sisters, nagranej w cztery dni w lutym 1999.
Po zdaniu egzaminów końcowych przez członków zespołu na początku 1999 Coldplay podpisał kontrakt z wytwórnią Parlophone na wydanie ich pierwszych pięciu płyt. Niedługo po nawiązaniu współpracy muzycy udali się do studia nagraniowego, gdzie powstał materiał na ich trzeci mini-album pt. The Blue Room EP. W październiku zostało wydane 500 egzemplarzy płyty, a wydawnictwo promował singiel „Bigger Stronger”, który trafił na listę airplay BBC Radio 1.

### 1999–2001:Parachutes

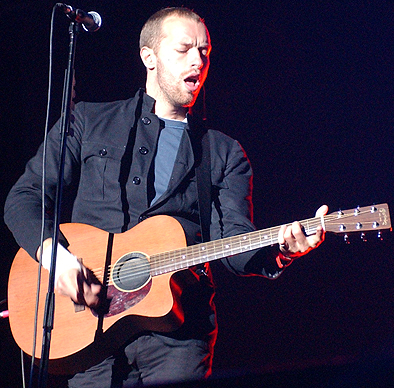
Wokalista zespołu, Chris Martin, podczas koncertu w 2003

Zespół planował nagrać swój debiutancki album studyjny w dwa tygodnie, jednak z powodu gościnnych występów podczas tras koncertowych (m.in. podczas Carling Tour) oraz innych koncertów, płyta powstała od września 1999 do kwietnia-maja 2000. Krążek nagrywany był głównie w Liverpool’s Parr Street Studios, a także w Rockfield Studios, Matrix Studios i Wessex Sound Studios, a jego producentem został Ken Nelson. Miksem całości zajął się amerykański realizator dźwięku Michael Brauer.
W marcu 2000 ukazał się pierwszy singiel z nadchodzącego albumu – „Shiver”, który dotarł do 35. miejsca brytyjskiej listy przebojów. W czerwcu Coldplay wyruszył w swoją pierwszą trasę koncertową, którego częścią był występ podczas Glastonbury Festival, oraz wydał kolejny singiel – „Yellow”, który dotarł do czwartego miejsca brytyjskich list przebojów, stając się przełomowym utworem w karierze zespołu. 10 lipca odbyła się premiera pierwszego albumu grupy – Parachutes, jego wydawcą została wytwórnia Parlophone. Płyta zadebiutowała na pierwszym miejscu UK Albums Chart, a 7 listopada ukazała się w Ameryce Północnej, pod szyldem wytwórni Nettwerk. Trzecim singlem z płyty został utwór „Trouble”, który został wydany w zaledwie tysiącu egzemplarzy, przeznaczonym jedynie dla fanów oraz dziennikarzy.
We wrześniu 2000 album Parachutes otrzymał nominację do nagrody Mercury Music Prize. Po rosnącym zainteresowaniu muzyką zespołu Coldplay postanowił wyruszyć w amerykańską trasę koncertową US Club Tour, która rozpoczęła się w lutym 2001. W tym samym miesiącu grupa otrzymała dwie statuetki Brit Awards w kategoriach „Najlepszy brytyjski zespół” oraz „Najlepszy brytyjski album”. Płyta zdobyła pozytywne recenzje od krytyków muzycznych i została wyróżniona Nagrodą Grammy w kategorii „Najlepszy album alternatywny” podczas ceremonii w 2002 oraz certyfikatem podwójnej platynowej płyty w Stanach Zjednoczonych.

### 2001–2003:A Rush of Blood to the Head
Po sukcesie pierwszej płyty Coldplay powrócił do studia nagraniowego we wrześniu 2001, aby nagrać materiał na drugi album studyjny pt. A Rush of Blood to the Head, którego producentem ponownie został Ken Nelson. Zespół początkowo miał nagrywać w studiu w Londynie, jednak ostatecznie postanowił przenieść pracę do Liverpoolu, gdzie powstało kilka utworów z pierwszego krążka. Pierwszym utworem nagranym na nową płytę został numer „In My Place”, który został wybrany na główny singiel albumu. Podczas sesji, muzycy napisali ponad 20 nowych utworów, w tym utwór „In My Place” oraz „Animals”, który grali jeszcze podczas trasy koncertowej promującej płytę Parachutes. Tytuł nowej płyty ogłoszony został na oficjalnej stronie zespołu, natomiast jego premiera nastąpiła w sierpniu 2002. Wydawnictwo promowały single „In My Place”, „Clocks” oraz ballada „The Scientist”, która inspirowana była tytułowym numerem George’a Harrisona z jego płyty All Things Must Pass z 1970.
W czerwcu Coldplay rozpoczął trasę koncertową promującą nowy album – A Rush of Blood to the Head Tour, która trwała do września 2003. Zespół zagrał koncerty na pięciu kontynentach, wystąpił m.in. podczas festiwali w Glastonbury i Werchter. Występ w Hordern Pavilion w Sydney został nagrany oraz wydany w formie CD i DVD pt. Live 2003. W lutym Narodowa Akademia Sztuki i Techniki Rejestracji wyróżniła płytę A Rush of Blood to the Head tytułem „Najlepszego alternatywnego albumu 2003 roku”, natomiast utwór „Clocks” – mianem „Nagrania roku”. Oprócz tego, w tym samym roku Coldplay także otrzymał dwie statuetki podczas ceremonii Brit Awards (organizowanej w londyńskim Earls Court Exhibition Centre), wygrywając w kategoriach „Najlepszy brytyjski zespół” i „Najlepszy brytyjski album”, a 28 sierpnia wystąpił podczas gali MTV Video Music Awards w nowojorskim Radio City Music Hall, podczas której zaśpiewał utwór „The Scientist”. Klip do singla został wyróżniony trzema nagrodami: za „Najlepszy teledysk”, „Przełomowy teledysk” oraz „Najlepszą reżyserię”.
W grudniu, czytelnicy magazynu „Rolling Stone” wskazali Coldplay najlepszym artystą oraz zespołem roku. W tym samym miesiącu grupa wydała własną wersję utworu „2000 Miles” z repertuaru zespołu The Pretenders, nagraną podczas jednego z koncertu w Chicago. Piosenka była udostępniona do sprzedaży na oficjalnej stronie Coldplay, a cały zysk z kupna trafił na konto organizacji Future Forests i Stop Handgun Violence. Singiel został najczęściej kupowanym utworem w 2003 w Wielkiej Brytanii.

### 2004–2006:X&Y

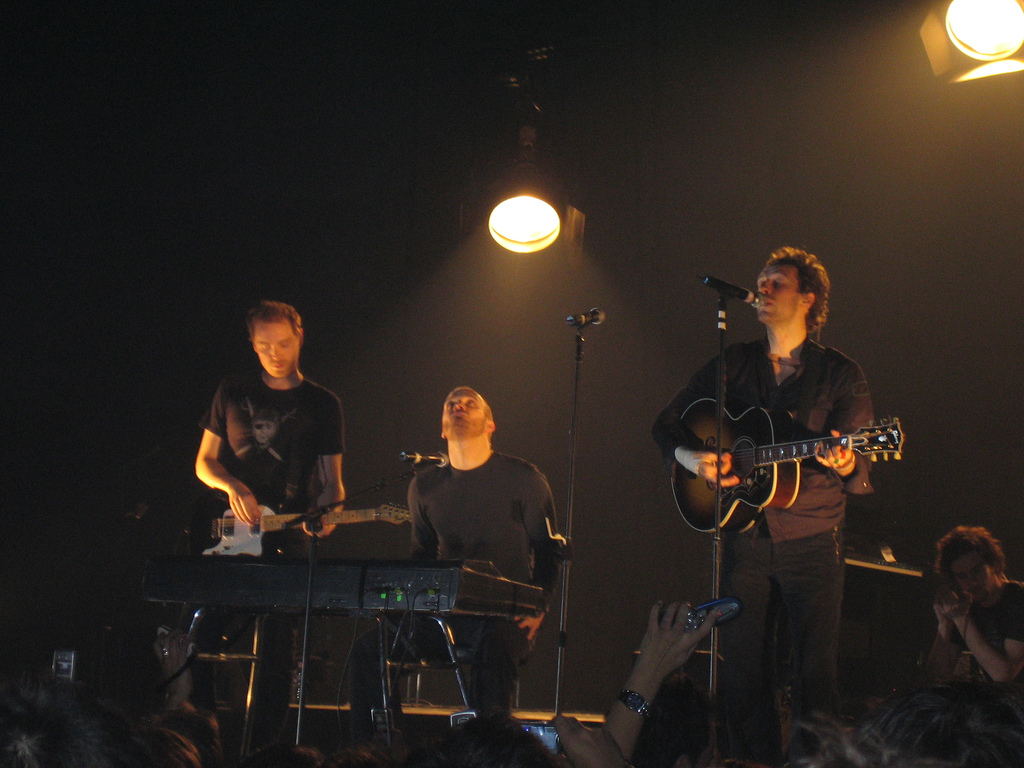
Coldplay podczas koncertu w Barcelonie, 2005

W 2004 zespół postanowił zrobić sobie krótką przerwę od koncertowania i skoncentrować się na nagrywaniu materiału na nową płytę, która ukazała się w czerwcu 2005. Album został najchętniej kupowanym krążkiem roku, osiągając wynik 8,3 miliona sprzedanych egzemplarzy. Płyta pojawiła się na listach najchętniej kupowanych albumów w 20 krajach, została także trzecim najszybciej sprzedającym się krążkiem w historii brytyjskiego notowania. Pierwszym singlem promującym wydawnictwo został utwór „Speed of Sound”, który w kwietniu zadebiutował w radiu oraz w internetowych sklepach, a w maju ukazał się w formie płyty. W tym samym roku wydane zostały także dwa pozostałe single z albumu, czyli „Fix You” i „Talk”.
Od czerwca 2005 do lipca 2006 Coldplay wystąpił podczas swojej trasy koncertowej zatytułowanej Twisted Logic Tour, grając m.in. podczas festiwali w Coachelli, Glastonbury i na Wyspie Wight. W lipcu 2005 zespół zagrał podczas koncertu Live 8 w Londynie, podczas którego gościnnie zaśpiewał z nim Richard Ashcroft. W sierpniu tego samego roku podczas ceremonii MTV Video Music Awards 2005 zaprezentowali nową wersję singla „Speed of Sound”, a we wrześniu nagrali nową wersję piosenki „How You See the World”, przeznaczoną na specjalny album charytatywny Help!: A Day in the Life organizacji War Child, walczącej o bezpieczeństwo dzieci i młodzieży z terenów dotkniętych konfliktami zbrojnymi. W kolejnym roku Coldplay otrzymał dwie statuetki (za „Najlepszy album” i „Najlepszy singiel”) podczas ceremonii wręczenia Nagród Brit (przyznawanych przez brytyjski przemysł fonograficzny) oraz wydał nowe single – „The Hardest Part”, „What If”. Ostatni, szósty („White Shadows”) miał swoją premierę w Meksyku w czerwcu 2007.

### 2006–2009:Viva la Vida or Death and All His Friends
W październiku 2006 Coldplay rozpoczął pracę nad czwartym albumem studyjnym pt. Viva la Vida or Death and All His Friends, którego producentem został Brian Eno. Na początku 2007 zespół wyruszył w trasę koncertową po Ameryce Łacińskiej, zagrał w Chile, Argentynie, Brazylii i Meksyku. Resztę roku grupa spędziła na nagrywaniu materiału na płytę. W wywiadach Martin opisał krążek jako nowy kierunek dla Coldplay: odejście od trzech poprzednich płyt, które opisał jako „trylogia”.

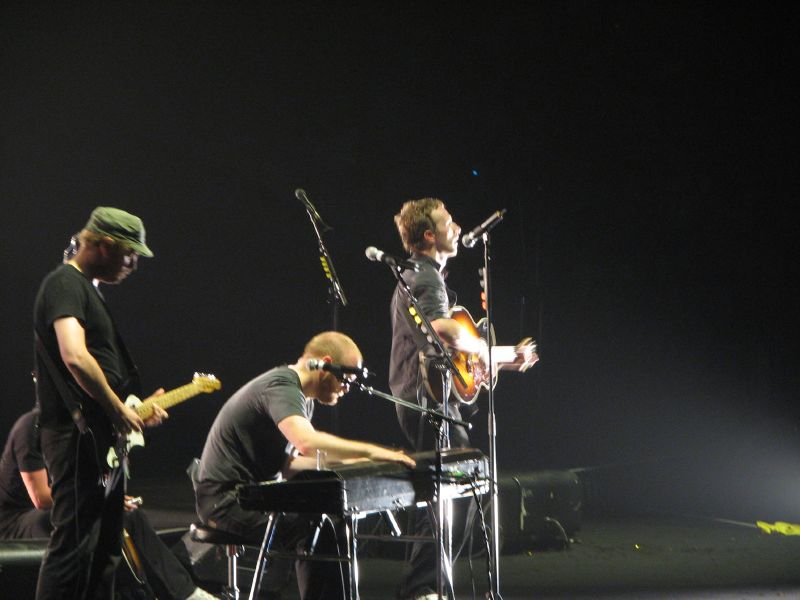
Coldplay podczas koncertu w Hongkongu, 2006

Pierwszym singlem z nowego albumu został utwór „Violet Hill”, który ukazał się w maju 2008. Początkowo piosenkę można było pobrać za darmo na stronie oficjalnej zespołu (w sumie utwór pobrano ok. 2 miliony razy), później singiel trafił do sprzedaży elektronicznej. Utwór dotarł m.in. do ósmego miejsca listy przebojów w Wielkiej Brytanii, Norwegii i Szwecji. Tytułowa piosenka z płyty, „Viva la Vida”, został drugim singlem promującym wydawnictwo i zapewnił zespołowi debiut na pierwszym miejscu amerykańskiej listy przebojów magazynu Billboard. Trzeci singiel, „Lost!”, został wydany pod koniec tego samego roku, a w jego nowej wersji gościnnie pojawił się Jay-Z. Sam album osiągnął największy sukces komercyjny w dorobku grupy, zyskując tytuł najczęściej kupowanej płyty w 2008 oraz trafiając (często w pierwszym tygodniu) na szczyt list sprzedaży w Argentynie, Australii, Austrii, Belgii, Danii, Finlandii, Francji, Grecji, Hiszpanii, Holandii, Irlandii, Kanadzie, Niemczech, Norwegii, Nowej Zelandii, Portugalii, Szwajcarii, Szwecji, we Włoszech oraz w Wielkiej Brytanii, gdzie po trzech dniach od premiery płyta odnotowała wynik 302 tysięcy sprzedanych egzemplarzy, a krajowy nadawca BBC opisał ją jako „jedną z najszybciej sprzedających się w historii brytyjskiego przemysłu fonograficznego”. Pod koniec czerwca album pobił rekord najczęściej kupowanego albumu w historii.
W październiku tego samego roku Coldplay wygrał dwie statuetki przyznawane przez magazyn Q za „Najlepszy album” oraz „Najlepszy występ”. Miesiąc później zespół zdobył tytuł Artysty sprzedającego najwięcej płyt na świecie podczas ceremonii wręczenia nagród World Music Awards w Monte Carlo. Oprócz tego, formacja wygrała także dwie inne statuetki dla rockowego oraz brytyjskiego artysty sprzedającego najwięcej płyt oraz wydała minialbum pt. Prospekt’s March EP. Na płycie znalazły się utwory z sesji nagraniowej oraz późnych edycji albumu Viva la Vida or Death and All His Friends. Krążek promował singiel „Life in Technicolor II”.

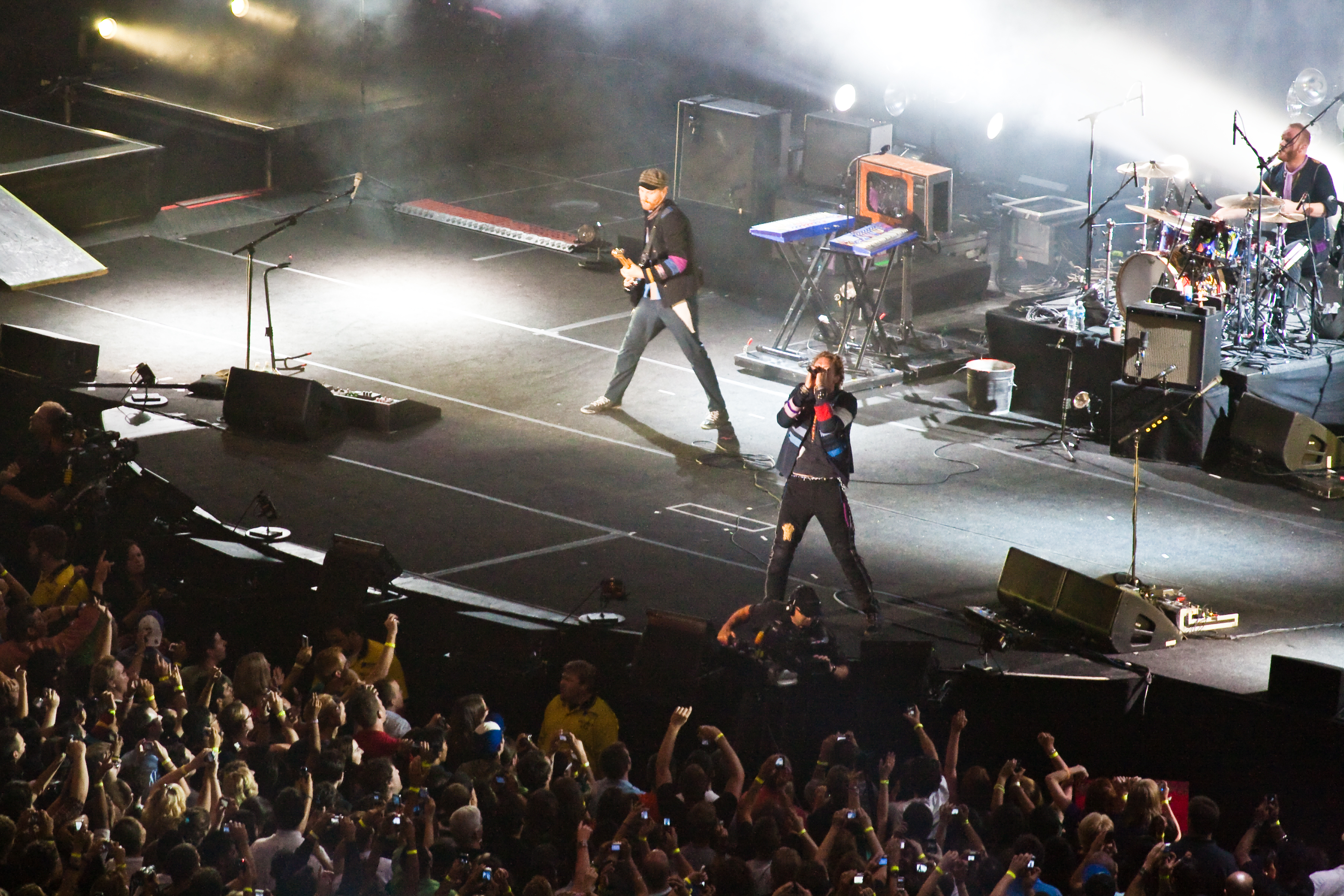
Zespół podczas koncertu w Toronto, 2009

W czerwcu 2008 Coldplay rozpoczął swoją nową trasę koncertową zatytułowaną Viva la Vida Tour darmowym koncertem w londyńskim Brixton Academy. Dwa dni później zespół wystąpił podczas koncertu otwartego, transmitowanego na żywo, przed siedzibą BBC Television Centre. W maju 2009 ukazał się album koncertowy LeftRightLeftRightLeft, zawierający zapis występów grupy podczas trasy. Płyta dostępna była także za darmo na oficjalnej stronie internetowej formacji. W październiku Coldplay otrzymał Nagrodę Amerykańskiego Stowarzyszenia Kompozytorów, Autorów i Wydawców (ASCAP) za singiel „Viva la Vida”, a w grudniu czytelnicy magazynu Rolling Stone okrzyknęli zespół mianem czwartego najlepszego artysty dekady. Po zakończeniu trasy Coldplay zapowiedział swoje kolejne tournée, zatytułowane Latin America Tour, które odbyło się w lutym i marcu 2010 na terenie Ameryki Łacińskiej.
W grudniu członkowie zespołu zostali posądzeni przez Joego Satrianiego o popełnienie przez nich plagiatu w utworze „Viva la Vida”, podczas nagrywania którego inspirować mieli się piosenką „If I Could Fly” z jego albumu Is There Love in Space? z 2004. Coldplay zaprzeczył oskarżeniom. Ostatecznie, rok później obie strony rozliczyły się ze sobą. W marcu tego samego roku grupa zagrała podczas koncertu charytatywnego Sound Relief, zorganizowanego w Sydney Cricket Ground na rzecz ofiar pożarów buszu w Wiktorii.
W 2009 Coldplay otrzymał nominacje do nagród brytyjskiego przemysłu fonograficznego w czterech kategoriach: „Brytyjski zespół”, „Brytyjski występ na żywo”, „Brytyjski singiel” („Viva la Vida”) i „Brytyjski album” (Viva la Vida or Death and All His Friends). Oprócz tego, podczas 51. ceremonii wręczenia Nagrody Grammy formacja otrzymała trzy statuetki w kategoriach: „Piosenka roku” („Viva la Vida”), „Najlepszy rockowy album” (Viva la Vida or Death and All His Friends) oraz „Najlepszy wokalnie występ duetu/grupy popowej” („Viva la Vida”).

### 2009–2013:Mylo Xyloto

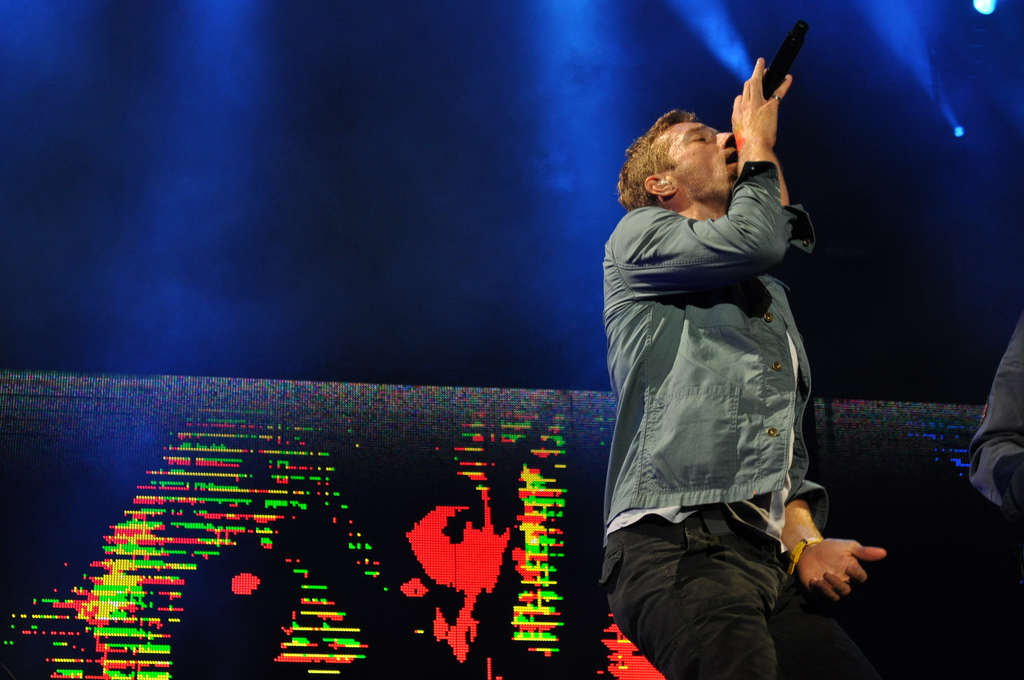
Coldplay podczas koncertu w Atlancie, 2011

W połowie 2011 Coldplay zakończył pracę nad nowym albumem. W wywiadzie dla BBC Radio 1 Martin i Champion przyznali, że na płycie znajdą się teksty o „miłości, uzależnieniu, nerwica natręctw, ucieczce i pracy dla kogoś, kogo nie lubisz”. W rozmowie zespół potwierdził także występy na festiwalach: Pinkpop, T in the Park, Austin City Limits Music Festival, Rock in Rio, Lollapalooza oraz podczas festiwalu w Werchter i Glastonbury.
Na początku czerwca 2011 Coldplay opublikował pierwszy singiel z nowego albumu, którym został utwór „Every Teardrop Is a Waterfall”. W tym samym miesiącu Coldplay wystąpił po raz pierwszy w Polsce na Heineken Opener Festival w Gdyni. We wrześniu ukazał się drugi utwór zapowiadający płytę „Paradise”, a podczas letnich festiwali zespół zaprezentował także pięć innych piosenek z krążka: „Charlie Brown”, „Hurts Like Heaven”, „Us Against the World”, „Princess of China” i „Major Minus”. Premiera albumu Mylo Xyloto odbyła się pod koniec października tego samego roku. Płyta trafiła na pierwsze miejsca list najchętniej kupowanych albumów w Australii, Belgii, Francji, Holandii, Irlandii, Kanadzie, Niemczech, Norwegii, Nowej Zelandii, Polsce, Portugalii, Szwajcarii, Szwecji, Wielkiej Brytanii i Stanach Zjednoczonych. Wydawnictwo sprzedało się w ponad 8 milionach egzemplarzy na całym świecie. Album został najchętniej kupowanym krążkiem rockowym roku w Wielkiej Brytanii, osiągnął wynik 908 tysięcy sprzedanych egzemplarzy. Drugi singiel z płyty, „Paradise”, został natomiast najczęściej kupowanym singlem rockowym, sprzedając się w ponad 410 tysiącach kopii. Teledysk do utworu otrzymał tytuł Najlepszego rockowego klipu podczas ceremonii wręczania MTV Video Music Awards.

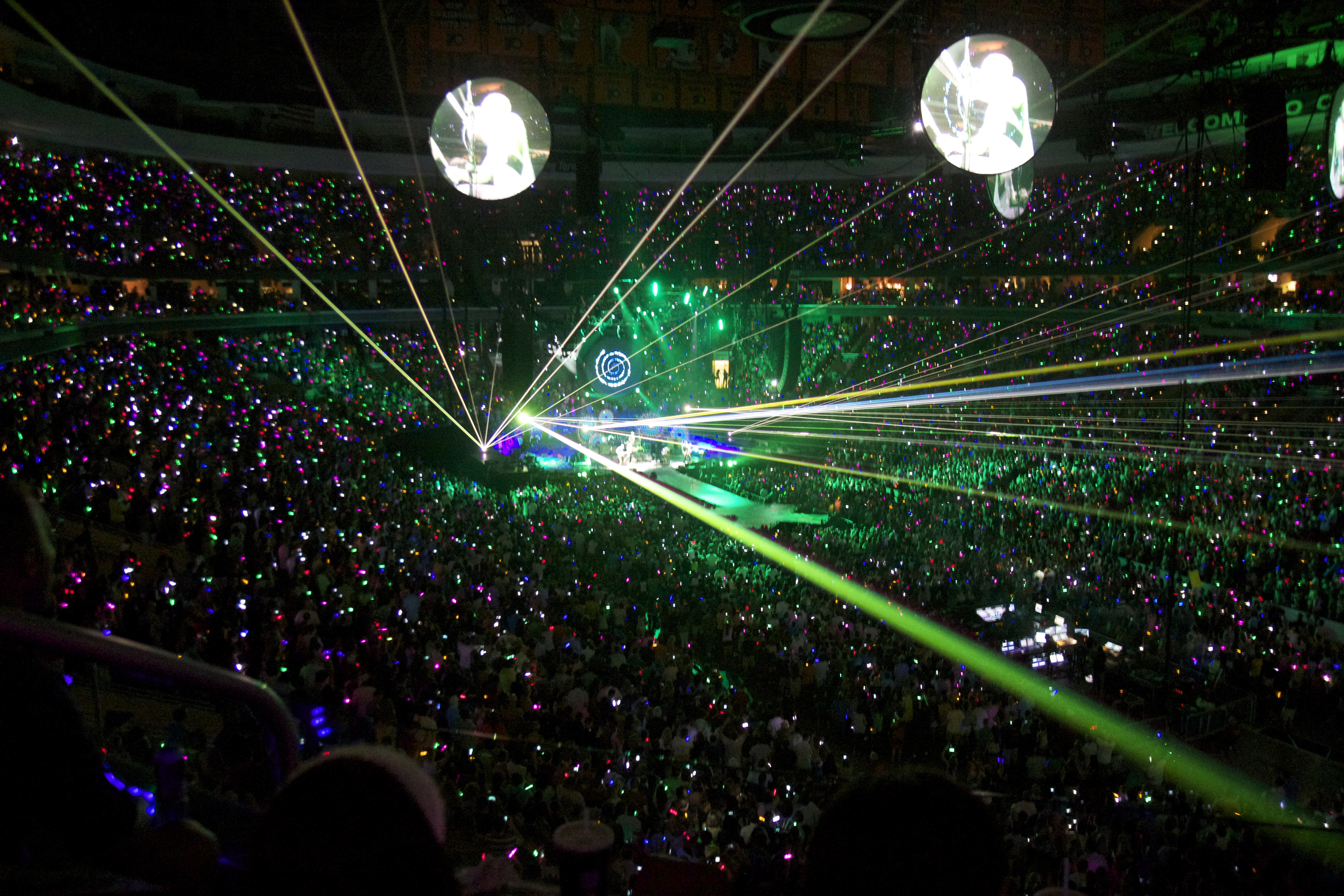
Efekty świetlne podczas koncertu Coldplay w Filadelfii, 2012

19 października, pięć dni przed oficjalną premierą płyty, Coldplay wystąpił podczas specjalnego koncertu memorialnego ku czci Steve’a Jobsa, zorganizowanego przez Apple Inc. 26 października na madryckiej Plaza de Toros de Las Ventas zespół zagrał koncert transmitowany na żywo na kanale YouTube, reżyserem całego wydarzenia został Anton Corbijn. Pod koniec listopada grupa otrzymała nominacje do trzech Nagród Grammy, a w styczniu kolejnego roku – do dwóch statuetek Brit, spośród których jedną wygrała (po raz trzeci w kategorii „Najlepszy zespół brytyjski”).
9 września 2012 Coldplay wystąpił jako jeden z gości muzycznych podczas ceremonii zamknięcia Letnich Igrzysk Paraolimpijskich w Londynie. Oprócz tego, początkujące zespoły uczestniczące w Bandstand Marathon wykonały podczas wydarzenia ich przebój „Viva la Vida”. W listopadzie tego samego roku ukazał się film dokumentalny Coldplay Live 2012, który przedstawiał kulisy ostatniej trasy koncertowej.
19 września 2012 Coldplay po raz drugi zagrał w Polsce, tym razem na Stadionie Narodowym w Warszawie
21 listopada, po koncercie w Brisbane, będącego częścią trasy Mylo Xyloto Tour, Coldplay ogłosił, że zamierza zrobić sobie trzyletnią przerwę od koncertowania. Jak tłumaczył później zespół, nie chodziło im o brak występów, tylko o brak planów dotyczących koncertów w Brisbane w ciągu kolejnych trzech lat. Oprócz występów związanych z trasą koncertową, zespół pojawił się także podczas koncertów noworocznych zorganizowanych w Barclays Center. Trasa Mylo Xyloto Tour została okrzyknięta czwartą najbardziej dochodową trasą w 2012, przynosząc ponad 171 milionów dolarów zysków ze sprzedaży biletów.
W sierpniu 2013 Coldplay poinformował, że ich nowy utwór, „Atlas”, pojawi się na oficjalnej ścieżce dźwiękowej filmu Igrzyska śmierci: W pierścieniu ognia. Premiera filmu odbyła się we wrześniu tego samego roku. W grudniu ogłoszono, że nowa płyta zespołu zostanie wydana w Stanach Zjednoczonych przez wytwórnię Atlantic Records z powodu restrukturyzacji w Warner Music Group po zakupie przez nią wytwórni Parlophone.

### Od 2014:Ghost Stories
W marcu 2014 Coldplay zagrał gościnnie podczas iTunes Festival, organizowanego w Austin, i zaprezentował wówczas piosenki zapowiadające nową płytę: „Always in My Head”, „Magic”, „Another’s Arms” i „Midnight”. Premiera albumu Ghost Stories odbyła się 19 maja. Pierwszym oficjalnym singlem promującym wydawnictwo został utwór „Magic”, a drugim – „A Sky Full of Stars”, którego współproducentem został szwedzki DJ Avicii. 11 grudnia 2014 zespół wystąpił na rozdaniu nagród BBC Music Awards w Earls Court Exhibition Centre w Londynie.

## Skład zespołu
- Chris Martin – wokal, fortepian, keyboard, gitara
- Jonny Buckland – gitara prowadząca, harmonijka ustna, chórki
- Guy Berryman – gitara basowa, syntezator, harmonijka ustna, chórki
- Will Champion – perkusja, fortepian, chórki, gitara akustyczna

## Dyskografia

### Albumy studyjne
- Parachutes (2000)
- A Rush of Blood to the Head (2002)
- X&Y (2005)
- Viva la Vida or Death and All His Friends (2008)
- Mylo Xyloto (2011)
- Ghost Stories (2014)
- A Head Full of Dreams (2015)
- Everyday Life (2019)
- Music Of The Spheres (2021)
- Moon Music (2024)

## Trasy koncertowe
- Parachutes Tour (2000-01)
- A Rush of Blood to the Head Tour (2002-03)
- Twisted Logic Tour (2005-07)
- Viva la Vida Tour (2008-10)
- Mylo Xyloto Tour (2011-12)
- Ghost Stories Tour (2014)
- A Head Full of Dreams Tour (2016–2017)
- Music of the Spheres World Tour (2022-23)[178]

## Popularność w internecie
Coldplay to najpopularniejszy zespół rockowy w serwisie YouTube, a ich utworzony w 2010 roku kanał zgromadził 24,8 milionów subskrybcji i 16 742 390 336 wyświetleń (stan na 23 kwietnia 2023 roku).
Teledysk do utworu „Something Just Like This” zgromadził ponad 2 miliardy 100 milionów wyświetleń (ponadto rozszerzoną wersję utworu odtworzono ponad 300 milionów razy, wideo formatu audio ponad 200 milionów a zapis wykonania na żywo ponad 100 milionów). Ich cztery utwory przekroczyły barierę miliarda wyświetleń: „Hymn for the Weekend” (miliard 800 milionów, ponadto 100 milionów wyświetleń remiksu Alana Walkera), „Paradise” (miliard 600 milionów), „Adventure of a Lifetime” (miliard czterysta milionów) i „The Scientist” (miliard 100 milionów, ponadto 200 milionów wyświetleń wykonania koncertowego). Osiemset milionów przekorczyły „Yellow” (ponadto 100 milionów wyświetleń formatu audio), „A Sky Full of Stars” (ponadto 100 miliardów wyświetleń formatu audio) i „Viva la Vida” (ponadto 100 milionów wyświetleń osiągnęły dwa osobne nagrania koncertowe utworu). „Fix You” przekorczyło 500 milionów a „Clocks” 400 milionów. 200 milionów przekroczyły: „Princess of China”, „My Universe”, „In My Place”, „Every Teardrop is a Waterfall”, „Magic”, „Up&Up” oraz „Speed of Sound”, natomiast 100 milionów „Charlie Brown”, „Trouble” oraz dwa nagrania z występów na Super Bowl
Zespół osiągnął również sukces w serwisie Spotify. W 2016 roku Coldplay byli najpopularniejszymi artystami Spotify, z kolei „Something Just Like This”  to dwudziesta szósta najpopularniejsza piosenka w historii platformy.
Brytyjczykom udało się osiągnąć na Spotify następujące wyniki. „Something Just Like This” odtworzono ponad 2 miliardy razy, natomiast barierę miliard odtworzeń osiągnęło aż sześć utworów: „Yellow” (1,5 miliarda), „The Scientist” (1,5 miliarda), „Viva la Vida” (1,4 miliarda), „Fix You” (1,1 miliarda), „Hymn for the Weekend” (1,1 miliarda) i „A Sky Full of Stars” (1 miliard). „Paradise” i „My Universe” przekroczyły 900 milionów, „Adventure of a Lifetime” 800 milionów, „Clocks”, „Magic” oraz remiks „Hymn for the Weekend” 600 milionów, a „Sparks” 500 milionów. 200 milionów przekroczyły: „Trouble”, „Higher Power”, „Christmas Lights”, „Everglow”, „Every Teardrop is a Waterfall”, „In My Place”, „Princess of China”, „Up&Up” i „Speed of Sound”. 100 milionów osiągnęły „Orphans”, „Charlie Brown”, „Let Somebody Go”, „A Head Full of Dreams”, „Don't Panic”, „Shiver”, „Violet Hill”, „Midnight”, „Birds”, alternatywna wersja „Everglow”, „Always in My Head”, „Everyday Life”, „Green Eyes” i „Fun”.